# Alsóporumbák község
Alsóporumbák község (románul: Comuna Porumbacu de Jos) község Szeben megyében, Romániában. Központja Alsóporumbák, beosztott falvai Felsőporumbák, Kolun, Skorei és Szarata.

## Fekvése
A Fogarasi-havasoktól északra, az Olt partján, Nagyszebentől 34 kilométerre található. A DN1-es főúton közelíthető meg. Áthaladnak rajta a DJ 105J si DJ 104F megyei utak is.

## Népessége
1850-től a népesség alábbiak szerint alakult:
| Lakosok száma | 5846 | 5840 | 6095 | 5622 | 5385 | 4171 | 3380 | 3233 | 3061 | 2876 |
|               | 1850 | 1880 | 1900 | 1920 | 1941 | 1977 | 1992 | 2002 | 2011 | 2021 |

A 2011-es népszámlálás adatai alapján a község népessége 3061 fő volt, melynek 86,28%-a román és 8,3%-a roma. Vallási hovatartozás szempontjából a lakosság 90,98%-a ortodox, 1,99%-a görög rítusú római katolikus és 1,01%-a hetednapi adventista.

## Nevezetességei
A község területéről az alábbi épületek szerepelnek a romániai műemlékek jegyzékében:
- az alsóporumbáki régi postahivatal (SB-II-m-B-12506)
- az alsóporumbáki 306. számú lakóház (SB-II-m-B-20320)
- a koluni Keresztelő Szent János fejevétele templom (SB-II-m-A-12361)
- a szaratai Úr születése templom (SB-II-m-A-12540)